# Ernesto de la Fuente Torres
Ernesto de la Fuente Torres (f. 1937) fue un militar español.

## Biografía
En julio de 1936, al estallido de la Guerra civil, ostentaba el rango de capitán de Estado Mayor y se encontraba destinado en Bilbao. Se mantuvo fiel a la República, oponiéndose a la sublevación militar. Durante el transcurso de la guerra fue brevemente jefe del I Cuerpo de Ejército de Euzkadi, y más adelante jefe de Estado Mayor del XIV Cuerpo de Ejército. Fue hecho prisionero por los franquistas y encarcelado. Sería fusilado en Bilbao el 18 de diciembre de 1937.